# 七輿山古墳
七輿山古墳（ななこしやまこふん）は、群馬県藤岡市上落合にある古墳。形状は前方後円墳。白石古墳群を構成する古墳の1つ。国の史跡に指定されている。

## 概要

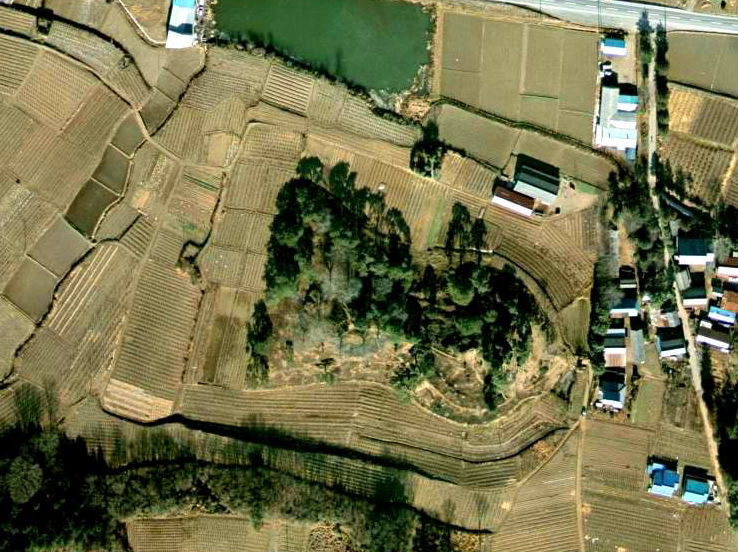
七輿山古墳の空中写真。

利根川水系鏑川とその支流・鮎川に形成された舌状の河岸段丘上に三段築成で造られ、大きさは全長145メートル、後円部直径87メートル、前方部幅106メートル、前方部と後円部の高さはともに16メートル。中提帯や外提帯と呼ばれる土手状の堤があって二重の周溝がめぐり、前方部の前面にあたる西側では「コ」の字状にめぐる三重目の溝も発見されている。提帯には葺石、埴輪列が確認されている。

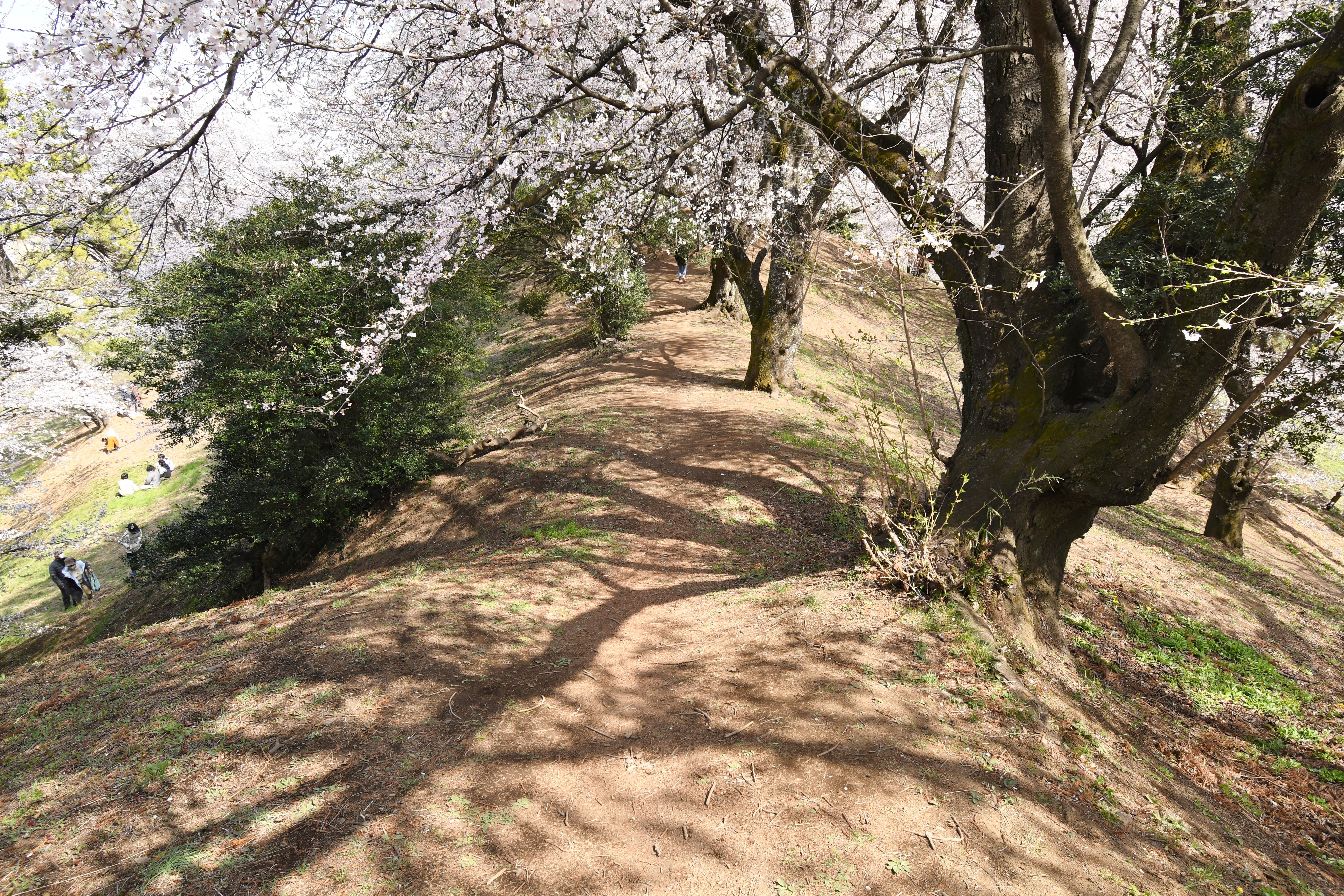
前方部から後円部を望む
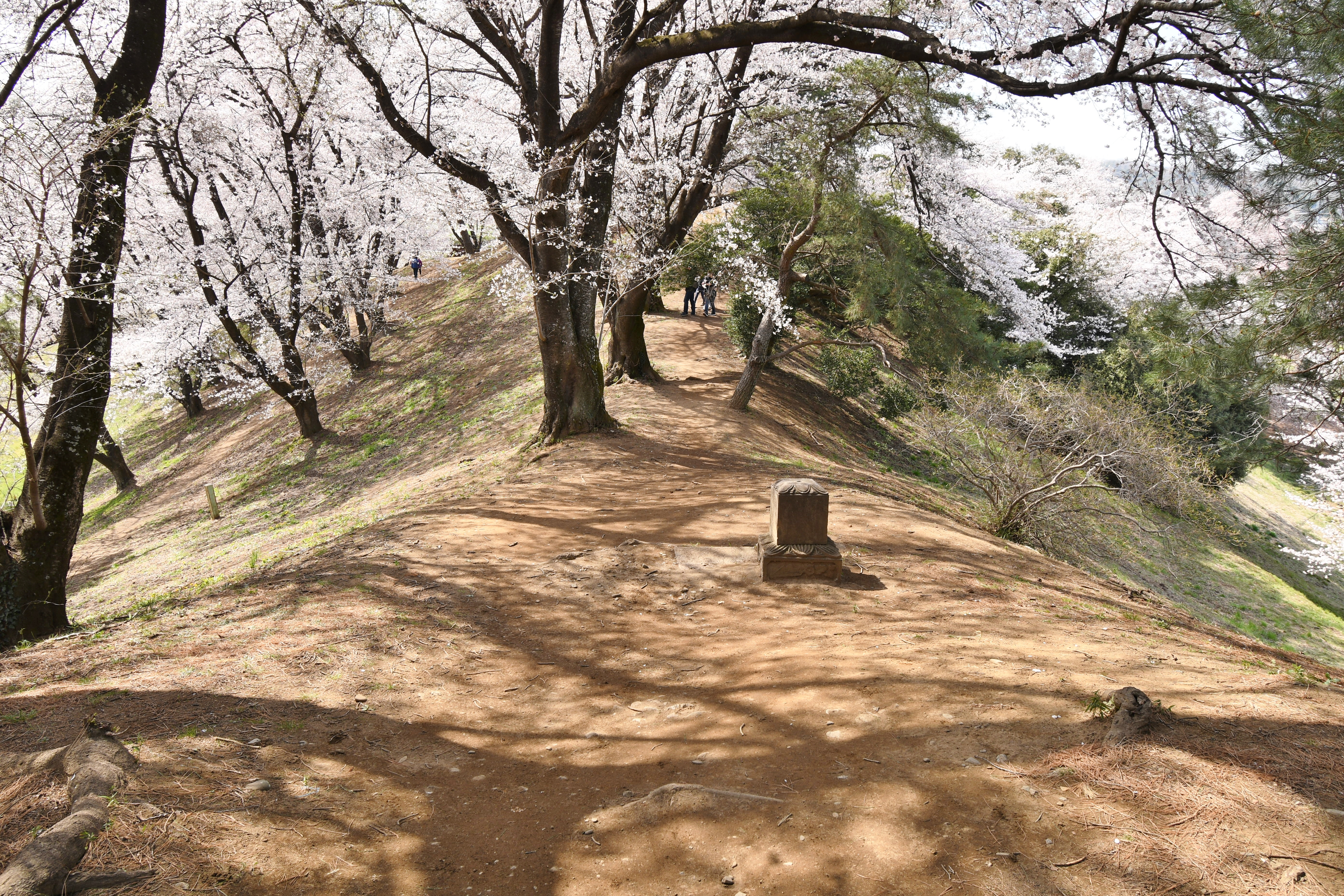
後円部から前方部を望む

## 埋葬施設
埋葬施設は未調査のため不明だが横穴式石室と推定される。2017年度（平成29年度）の地中レーダー探査で大規模な石室の存在が推定されている。

## 出土遺物
出土遺物は円筒・朝顔型円筒・人物・馬・盾など各種埴輪類、須恵器・土師器があり、特に円筒埴輪は7条突帯のある直径50センチメートル、高さ1メートルを越す大型品で、貼付口縁と低位置突帯の特徴がある。埋葬品は見つかっていない。

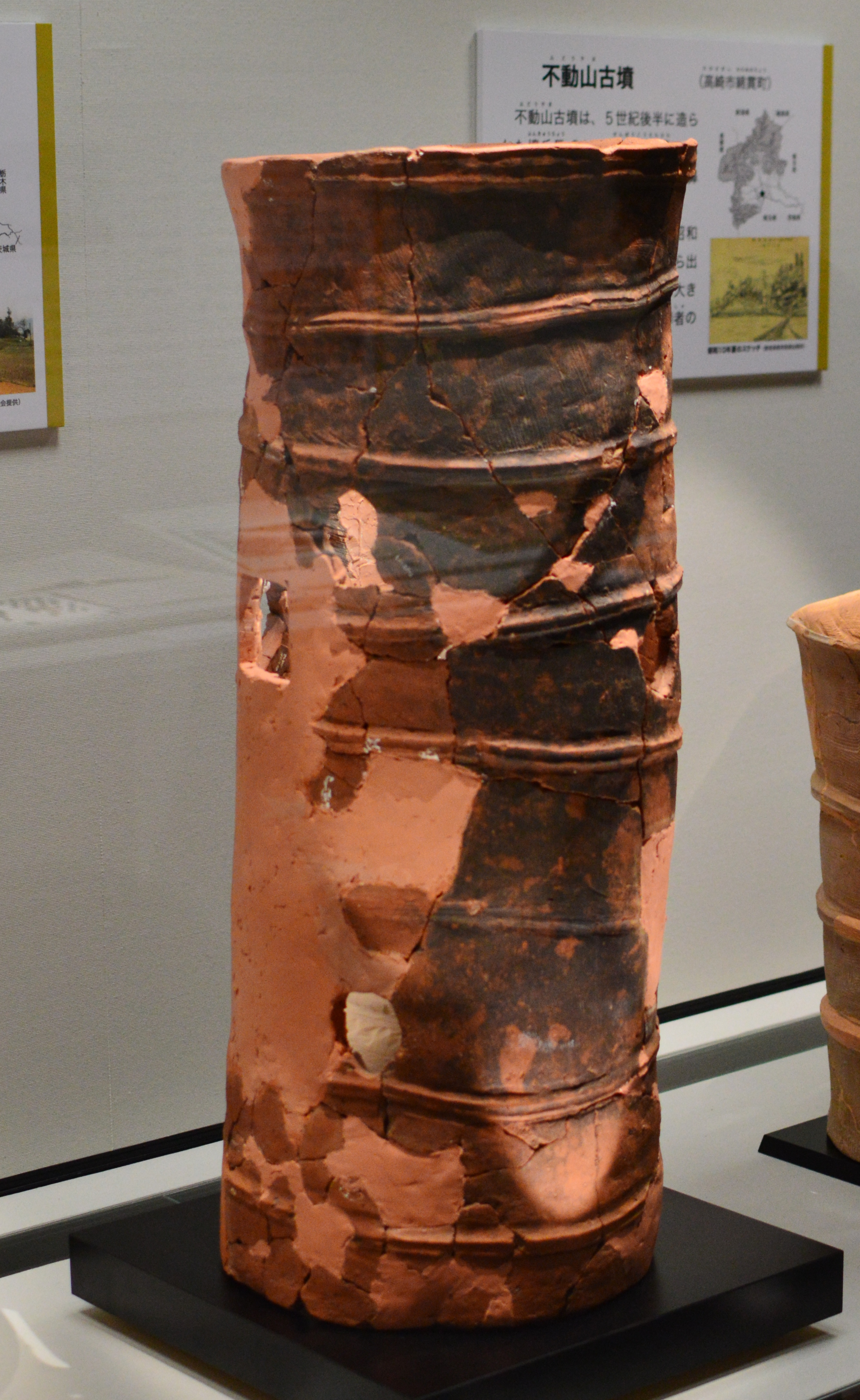
円筒埴輪 群馬県立歴史博物館展示。
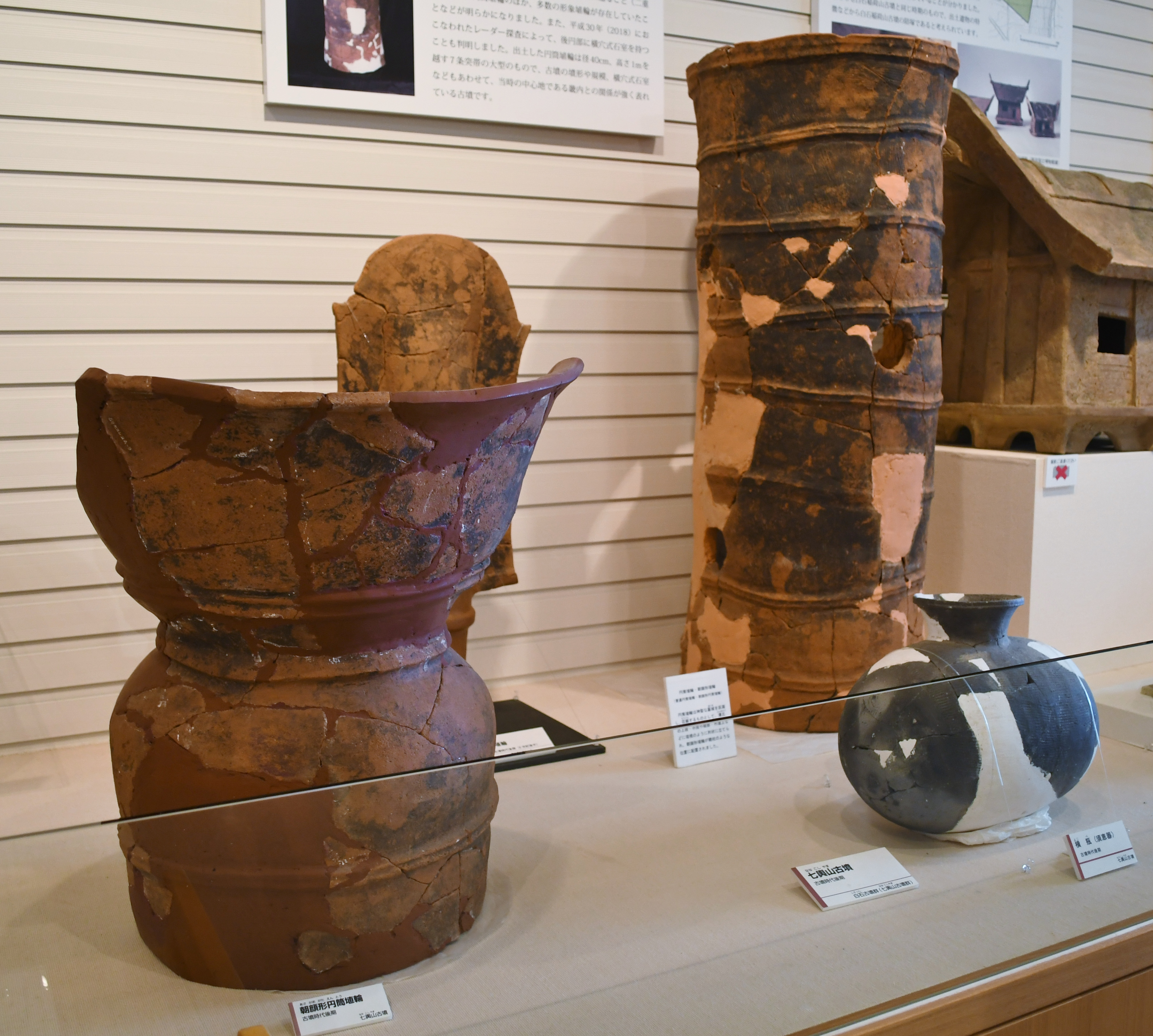
出土埴輪 藤岡歴史館展示。

## 被葬者
七輿山古墳は、5世紀後半に築造された土師ニサンザイ古墳の相似形であり、名古屋市熱田区の断夫山古墳と規格が合致するため、倭王権から緑野屯倉に派遣された尾張氏の人間が現地に葬られたとする説がある。

## 名称の由来
本古墳からほど近い群馬県高崎市吉井町池字御門にある日本三大古碑の1つ、多胡碑に「羊」と記されている人物と同一とされる多胡羊太夫の伝説に基づく。
奈良時代に多胡郡郡司となった羊太夫は、のちに謀反を図っているとして朝廷から討伐軍を差し向けられ、居城の八束城から逃れた羊太夫の一族が落ち合った場所が「落合」という地名になり、羊太夫の妻女ら7人がここで自害し、それぞれ輿に乗せて葬ったので「七輿山」という名前になったという。
なお、多胡碑に記される多胡郡郡司の任命は8世紀初頭のことで、古墳築造推定年代の6世紀前半とは合致しない。

## 文化財

### 国の史跡
- 七輿山古墳 - 1927年（昭和2年）6月14日指定、1996年（平成8年）9月26日に史跡範囲の追加指定[3]。

## 関連文献
（記事執筆に使用していない関連文献）
- 『七輿山古墳（範囲確認調査報告書VI）』藤岡市教育委員会、1991年。
- 『七輿山古墳 -平成22年度緊急雇用創出基金事業に係わる埋蔵文化財発掘調査報告書-』 財団法人群馬県埋蔵文化財調査事業団調査報告書第511集、財団法人群馬県埋蔵文化財調査事業団、2010年。 - リンクは奈良文化財研究所「全国遺跡報告総覧」。
- 『群馬県藤岡市 七輿山古墳の測量・GPR調査』 早稲田大学東アジア都城・シルクロード考古学研究所 デジタル調査概報第2冊、早稲田大学東アジア都城・シルクロード考古学研究所、2020年。 - リンクは奈良文化財研究所「全国遺跡報告総覧」。